# Брюловецький
Брюловецький — проміжна залізнична станція 5 класу Конотопської дирекції Південно-Західної залізниці на лінії Конотоп — Хутір-Михайлівський.

## Історія
Розташована в Кролевецькому районі Сумської області між станціями Терещенська (14 км) та Кролевець (12 км).
На станції зупиняються поїзди лише місцевого сполучення.